# Dominikia uncinata
Dominikia uncinata är en skalbaggsart som först beskrevs av Ernst Friedrich Germar 1824.  Dominikia uncinata ingår i släktet Dominikia och familjen kapuschongbaggar. Inga underarter finns listade i Catalogue of Life.

## Bildgalleri

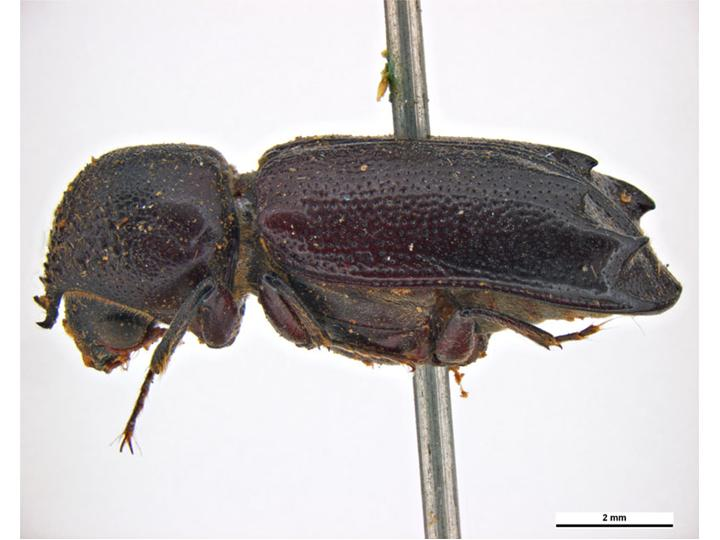